# Lijst van Nederlandse punkbands
Hieronder staat een alfabetische lijst van Nederlandse punkbands met een artikel op de Nederlandstalige Wikipedia; muziekgroepen die punkmuziek spelen, maar waarbij soms ook overlap bestaat met andere muziekgenres, zoals hardcore punk.

## A
- All for Nothing
- Anne Frank Zappa
- Antidote
- Antillectual
- The Apers
- Artratz

## B
- Balthasar Gerards Kommando
- Bambix
- Batmobile
- Bizkids
- The Bips
- Bloedbad
- Boegies
- Boycot
- Brezhnev

## C
- Circle J
- Coïtus Int.

## D
- Dandruff!!
- De Megafoons
- Deviation
- Discipline

## E
- Evil Conduct
- The Ex

## F
- Fahrenheit 451
- The Filth
- Fixation
- Fleas and Lice
- Frites Modern
- De Fuckups

## G
- Good Old Habit
- Götterflies

## H
- Hang Youth
- De Hardheid
- Harsh Realms
- Heideroosjes
- Helmettes
- The Hufters
- Human Alert

## I
- I Against I
- Indirekt
- Inside Nipples
- Ivy Green

## J
- Jesus and the Gospelfuckers
- Jetset
- Jitiizer

## K
- Kikkerspuug

## L
- Lärm
- LUL
- Lullabies

## M
- Manliftingbanner
- Maximum Overdrive
- Maypole
- Mecano
- Murder Inc. III

## N
- Die Nakse Bananen
- Neo Punkz
- Neuk!
- Neuroot
- Newsense Memory
- The Nixe
- NRA

## O
- Otis

## P
- Pandemonium
- Panic
- Paul Tornado Band
- Peter Pan Speedrock
- Ploegendienst
- Princes of Peace

## R
- Raggende Manne
- Rakketax
- Rat Patrol
- The Riplets
- Roggel
- Rondos
- The Royal Spuds

## S
- San Andreas
- The Schizo's
- Soviet Sex
- Speedtwins
- Strawelte
- Sufgerukte Wallies
- The Suzannes
- Sweet Empire

## T
- Tedje en de Flikkers
- Tenement Kids
- Travoltas
- Tröckener Kecks

## U
- The Undeclinables

## V
- Vacuüm
- VanKatoen
- Vernon Walters
- Vopo's

## W
- The Windowsill
- Wax pontiffs
- Winterswijx Chaos Front
- The Workmates

## Z
- Zmiv
- Zowiso